# Tanor Bortolini
Tanor Bortolini (Kewaunee, 18 giugno 2002) è un giocatore di football americano statunitense che milita nel ruolo di centro per gli Indianapolis Colts della National Football League (NFL).

## Carriera universitaria
La prima stagione di Bortolini a Wisconsin, nel 2020, fu accorciata per la pandemia di COVID-19, con il giocatore che scese in campo in due partite. Nel 2021 disputò 10 partite, di cui 5 come guardia titolare. Nel 2022 giocò 11 partite, 10 delle quali come titolare, concedendo un solo sack agli avversari, venendo nominato menzione onorevole nella Big Ten Conference.
Bortolini iniziò la stagione 2023 come centro titolare dei Badgers. Nella vittoria della settimana 3 su Georgia Southern, Bortolini faticò, sbagliando a passare il pallone al quarterback in tre snap. Chiuse l’annata disputando tutte le 12 partite come titolare, facendo stabilire il punteggio più alto di tutti i Badgers dal sito Pro Football Focus. Per le sue prestazioni fu inserito nella terza formazione ideale della Big Ten. A fine anno decise di passare tra i professionisti.
Complessivamente a Wisconsin Bortolini disputò 34 partite, di cui 28 come titolare, giocando come offensive tackle, guardia e centro.

## Carriera professionistica

### Indianapolis Colts
Bortolini fu scelto nel corso del quarto giro (117º assoluto) del Draft NFL 2024 dagli Indianapolis Colts. Nella sua prima stagione disputò 12 partite, di cui 5 come titolare.